# Felsritzungen von Harastad
Die Felsritzungen von Harastad (auch Todnembakken genannt) liegen nördlich von Randaberg bei Stavanger in der Fylke Rogaland in Norwegen. Die Felsritzungen liegen auf einer nach Südosten gerichteten Felswand auf dem Oddahaugen (Hügel). Basierend auf dem Design unterscheiden die Archäologen zwischen Ritzungen der Jäger und Sammler und solchen der Ackerbauern, wie die von Harastad.
Die Petroglyphen bestehen aus 25 Bildern; 17 stellen Schiffe dar. Die Schiffsbilder erreichen Längen bis etwa 30 cm. Alle haben vertikale Linien, von denen man glaubt, dass sie die Besatzung symbolisieren. Einige der Boote haben Doppelkiele. Es gibt ein „Sonnenkreuz“, einen Kreis mit einem Kreuz im Inneren und zwei einzelne Kreise. Sie haben etwa 30 cm Durchmesser. Der Ort verfügt auch über drei Schälchen. Zwei weitere Figuren wurden nicht erkannt, vielleicht sind sie unvollständig.
Der Fels ist zerklüftet und abgewittert. Das macht es schwierig, die Figuren erkennen, selbst wenn einige von ihnen rot bemalt sind.